# Michael Voigtländer
Michael Voigtländer (* 1975 in Leverkusen) ist ein deutscher Ökonom. Er studierte Volkswirtschaftslehre in Münster und Köln und war von 2000 bis 2005 wissenschaftlicher Assistent am Wirtschaftspolitischen Seminar der Universität zu Köln. Seit Oktober 2005 arbeitet er im Institut der deutschen Wirtschaft Köln. 
Seit 2011 ist er Honorarprofessor für Volkswirtschaftslehre an der Hochschule Bonn-Rhein-Sieg. Außerdem ist er Dozent für Immobilienökonomie an der EBS Universität für Wirtschaft und Recht, der IREBS, der Bergischen Universität Wuppertal sowie der Akademie deutscher Genossenschaften.